# Montemiletto
Montemiletto là một đô thị (comune) thuộc tỉnh Avellino trong vùng Campania của Ý. Montemiletto có diện tích 21 km2, dân số là 5440 người (thời điểm ngày 1/5/2009).